# Chlorocichla
Chlorocichla is een geslacht van zangvogels uit de familie Pycnonotidae (buulbuuls) .

## Soorten
Het geslacht kent de volgende soorten:
- Chlorocichla falkensteini  – Geelnekbuulbuul
- Chlorocichla flaviventris  – Geelborstbuulbuul
- Chlorocichla laetissima  – Dottergele buulbuul
- Chlorocichla prigoginei  – Prigogines buulbuul
- Chlorocichla simplex  – Hartlaubs buulbuul